# Mohd Hashim Mustapha
Mohd Hashim Bin Mustapha (Kelantan, 31 gennaio 1966 – Kota Bharu, 29 novembre 2022) è stato un allenatore di calcio e calciatore malese, di ruolo attaccante.

## Biografia
Malato di diabete, nell'ottobre 2022 ha subito l'amputazione della gamba sinistra in seguito al peggioramento della malattia. Le sue condizioni di salute si sono aggravate nel novembre 2022. È deceduto il 29 novembre 2022 presso l'Universiti Sains Malaysia Hospital di Kota Bharu.

## Carriera

### Giocatore

#### Club
Durante la propria carriera ha vestito le maglie di Kelantan, Kedah, Johor, Kelantan JKR e Kelantan TNB. Da calciatore ha vinto per tre volte la Scarpa d'oro del campionato malaysiano (1990, 1993, 1994).

#### Nazionale
Ha debuttato in Nazionale il 12 settembre 1987, in Malaysia-Birmania (2-2). Ha messo a segno la sua prima rete con la maglia della Nazionale malaysiana il 16 settembre 1987, in Thailandia-Malaysia (0-2), siglando il gol del momentaneo 1-0 al minuto 68. Ha partecipato, con la selezione malaysiana, ai Giochi del Sud-est asiatico 1987 e ai Giochi asiatici 1994. È sceso in campo, inoltre, nelle qualificazioni alla Coppa d'Asia 1988. Ha collezionato in totale, con la maglia della Nazionale, 10 presenze e una rete.

### Allenatore
Ha iniziato la propria carriera da allenatore nel 2008, nelle giovanili del Kelantan. Dal 2010 al 2015 è stato assistente allenatore al Kelantan. Nella stagione 2015-2016 ha allenato il Ministry of Finance. Nella stagione successiva è tornato ad allenare le giovanili del Kelantan. Nella stagione 2017-2018 ha allenato i D'AR Wanderers. Nel febbraio 2022 è diventato tecnico del Tok Janggut Warriors.

## Statistiche

### Cronologia presenze e reti in nazionale
| Cronologia completa delle presenze e delle reti in nazionale ― Malaysia | Cronologia completa delle presenze e delle reti in nazionale ― Malaysia | Cronologia completa delle presenze e delle reti in nazionale ― Malaysia | Cronologia completa delle presenze e delle reti in nazionale ― Malaysia | Cronologia completa delle presenze e delle reti in nazionale ― Malaysia | Cronologia completa delle presenze e delle reti in nazionale ― Malaysia | Cronologia completa delle presenze e delle reti in nazionale ― Malaysia | Cronologia completa delle presenze e delle reti in nazionale ― Malaysia |
| Data                                                                    | Città                                                                   | In casa                                                                 | Risultato                                                               | Ospiti                                                                  | Competizione                                                            | Reti                                                                    | Note                                                                    |
| ----------------------------------------------------------------------- | ----------------------------------------------------------------------- | ----------------------------------------------------------------------- | ----------------------------------------------------------------------- | ----------------------------------------------------------------------- | ----------------------------------------------------------------------- | ----------------------------------------------------------------------- | ----------------------------------------------------------------------- |
| 12-9-1987                                                               | Giacarta                                                                | Malaysia                                                                | 2 – 2                                                                   | Birmania                                                                | Giochi del Sud-est asiatico 1987 - Gironi                               | -                                                                       |                                                                         |
| 16-9-1987                                                               | Giacarta                                                                | Thailandia                                                              | 0 – 2                                                                   | Malaysia                                                                | Giochi del Sud-est asiatico 1987 - Semifinali                           | 1                                                                       |                                                                         |
| 20-9-1987                                                               | Giacarta                                                                | Indonesia                                                               | 1 – 0                                                                   | Malaysia                                                                | Giochi del Sud-est asiatico 1987 - Finale                               | -                                                                       |                                                                         |
| 7-4-1988                                                                | Kuala Lumpur                                                            | Malaysia                                                                | 4 – 0                                                                   | Pakistan                                                                | Qual. Coppa d'Asia 1988                                                 | -                                                                       |                                                                         |
| 11-4-1988                                                               | Kuala Lumpur                                                            | Malaysia                                                                | 0 – 1                                                                   | Giappone                                                                | Qual. Coppa d'Asia 1988                                                 | -                                                                       | 68’                                                                     |
| 28-1-1989                                                               | Bangkok                                                                 | Thailandia                                                              | 1 – 0                                                                   | Malaysia                                                                | Amichevole                                                              | -                                                                       | 65’                                                                     |
| 3-2-1989                                                                | Bangkok                                                                 | Malaysia                                                                | 3 – 1                                                                   | Indonesia                                                               | Amichevole                                                              | -                                                                       | 68’                                                                     |
| 1-10-1994                                                               | Hiroshima                                                               | Malaysia                                                                | 4 – 3                                                                   | Hong Kong                                                               | Giochi Asiatici 1994 - Gironi                                           | -                                                                       | 65’                                                                     |
| 3-10-1994                                                               | Hiroshima                                                               | Uzbekistan                                                              | 5 – 0                                                                   | Malaysia                                                                | Giochi Asiatici 1994 - Gironi                                           | -                                                                       | 46’                                                                     |
| 7-10-1994                                                               | Onomichi                                                                | Arabia Saudita                                                          | 2 – 1                                                                   | Malaysia                                                                | Giochi Asiatici 1994 - Gironi                                           | -                                                                       |                                                                         |
| Totale                                                                  |                                                                         | Presenze                                                                | 10                                                                      |                                                                         | Reti                                                                    | 1                                                                       |                                                                         |